# Csatárka
Csatárka Budapest egyik  városrésze a II. kerületben. Szórványosan beépült lejtő a Látó-hegy délkeleti oldalán. Kevéssé ismert név; ezt a luxusjellegű területet is gyakran Rózsadombként emlegetik.

## Fekvése
Határai a Látóhegyi út a Görgényi úttól, Glück Frigyes út, Verecke lépcső, Verecke út, Szalamandra út, Zöldkert utca, Csatárka út, Törökvész út és végül a Görgényi út a Látóhegy útig.

## Története
A név a 17. századi törökellenes harcokra emlékeztet. A Törökvész út és a Verecke lépcső sarkán 1972-1989, a Zöldlomb utca mentén 1976-1980 között épült a lakótelep.